# Pteris crassipes
Pteris crassipes là một loài dương xỉ trong họ Pteridaceae. Loài này được J. Agardh mô tả khoa học đầu tiên.